# Manfred Vollmert
Manfred Vollmert (* 11. Februar 1937 in Hangelsberg) ist ein deutscher Metallgestalter.

## Leben und Werk
Vollmert besuchte von 1943 bis 1951 die Grundschule in Fürstenwalde und Roßwein. Von 1951 bis 1954 absolvierte er eine Lehre als Stahlgraveur. Daneben belegte er Zeichenkurse.
Von 1954 bis 1959 studierte er bei Karl Müller am Institut für künstlerische Werkgestaltung Burg Giebichenstein bzw. an der Hochschule für industrielle Formgestaltung Halle – Burg Giebichenstein. 1958 bestand er die Meisterprüfung als Korpusgürtler. 1965 erhielt er die staatliche Anerkennung als Kunsthandwerker. Von 1959 bis 1980 war Vollmert Bereichsleiter der Abteilung Gürtler/Silberschmiede der Künstlerischen Produktionsgenossenschaft Neue Form (KPG) in Seidewinkel. Ab 1985 arbeitete er als freiberuflicher Kunsthandwerker in seiner Werkstatt in Seidewinkel. Seine Brunnen, Plastiken und andere Metallarbeiten prägen das künstlerische Bild Hoyerswerdas und der Region Oberlausitz und befinden sich in weiteren Städten, so Berlin, Cottbus, Eisenhüttenstadt, Rostock und Spremberg. Er schuf u. a. auch Kleinplastiken, Medaillen, sakrale und Gebrauchsgegenstände, so ein hochwertiges Saftservice (Messing, getrieben, innen versilbert).
Vollmert hatte eine bedeutende Zahl von Einzelausstellungen und Ausstellungsbeteiligungen. Er nahm u. a. 1977 und 1979 an den Symposien für Stahlgestaltung im VEB Chemieanlagenbau Staßfurt teil.
Er betätigte sich in der DDR kommunalpolitisch als Abgeordneter.

## Mitgliedschaften
- 1968 bis 1990: Verband Bildender Künstler der DDR
- Ab 1990: Brandenburgischer Verband Bildender Künstlerinnen und Künstler

## Ehrungen
- 1978: Goldene Ehrennadel des Handwerks
- 1985: Carl-Blechen-Preis

## Werke (Auswahl)

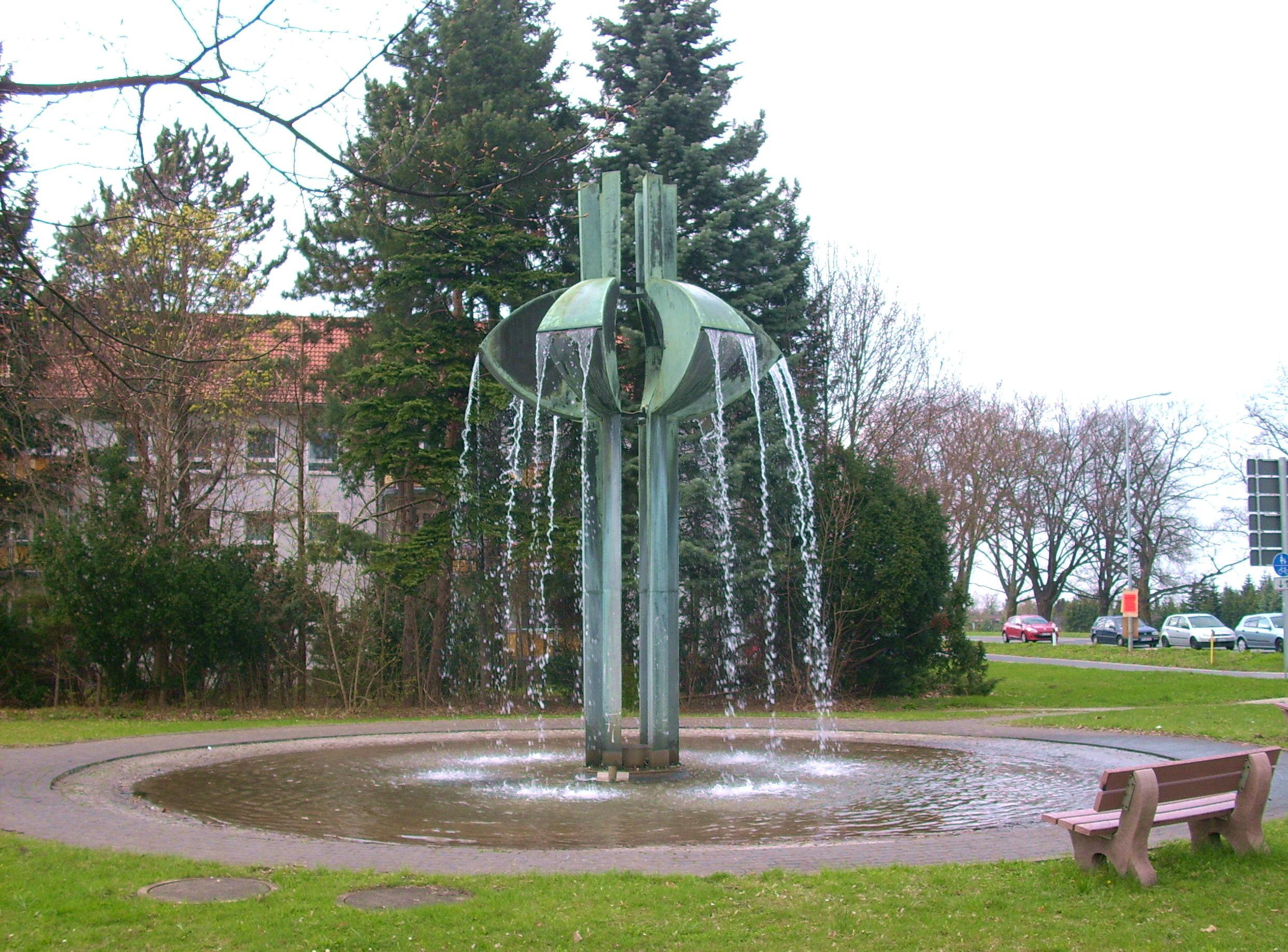
„ZDF-Brunnen“ in Hoyerswerda

- Rosenblüte (Freiplastik, Kupfer, geschweißt; um 1970; Eisenhüttenstadt, Poststraße)[2]
- „ZDF-Brunnen“ (Kupfer, geschweißt; 1974; Hoyerswerda, Teschenstraße)[3]
- Springbrunnen (Stahl und Kupferschalen; 1974; Spremberg, Stadtpark)[4]
- Kugelbrunnen (Kupfer; 1977; Cottbus, Neustädter Platz)[5][6]
- Die Traube (Wandfries; Kupfer; 1978; Hoyerswerda, vormals Lessing-Buchhandlung im Hochhaus Bonhöffer-Straße, heute im Lessing-Gymnasium)[7]